# مقاطعة جاكسون (كانساس)
مقاطعة جاكسون (بالإنجليزية: Jackson County)‏ هي إحدى المقاطعات في ولاية كانساس، الولايات المتحدة الأمريكية.